# Comitia curiata
Los comitia curiata (término latino, comitia de comire: "reunirse" y curia, presumiblemente de co-viria: "asociación de hombres", "asamblea curial") o asambleas de las curias son la manifestación más antigua de una asamblea popular en la Antigua Roma.
Fueron las asambleas principales que evolucionaron en condición y forma desde la monarquía romana hasta los comitia centurial organizados por Servio Tulio. Durante estas primeras décadas, el pueblo de Roma (populus) se organizó en treinta unidades llamadas curiae. Las curiae eran de naturaleza étnica y, por lo tanto, se organizaron sobre la base de la familia romana primitiva o, más específicamente, sobre la base de los treinta clanes patricios (aristocráticos) originales. Al inicio, las funciones de estas asambleas del pueblo, comitia curiata, debieron ser principalmente religiosas. Participaban en un culto común a través de los sacerdotes reunidos por cada curia.
Las curiae formaron una asamblea con fines legislativos, electorales y judiciales. Las asambleas de las curias aprobaron leyes, eligieron cónsules (los únicos magistrados elegidos en ese momento) y juzgaron casos procesales. Los cónsules siempre presidieron la asamblea. Si bien los plebeyos podían participar en esta asamblea, solo los patricios (los aristócratas romanos) podían votar.
Dado que los romanos usaban una forma de democracia directa, los ciudadanos, y no los representantes electos, votaban antes de cada asamblea. Como tales, los ciudadanos-electores no tenían más poder que el de emitir un voto. Cada asamblea estaba presidida por un solo magistrado romano y, como tal, era el que tomaba todas las decisiones sobre cuestiones de procedimiento y legalidad. Al final, el poder del magistrado que presidía sobre la asamblea era casi absoluto. El único control de ese poder se dio en forma de vetos emitidos por otros magistrados, y las decisiones tomadas por los magistrados que presidían también podrían ser vetadas por magistrados de rango superior. 
Además, después del 493 a. C., cualquier decisión tomada por un magistrado presidente, incluida la relativa a la asamblea de las curias, podía ser vetada por un magistrado conocido como tribuno plebeyo o tribuno de la plebe.
La institución, con diversos grados de importancia, se prolongó hasta el Imperio y es curioso, que Octaviano llegara a utilizar una reunión de los comitia curiata, para ratificar su adopción por César. Recurrió al procedimiento más antiguo de adopción en el mundo romano, en lugar de hacer la adopción mediante un testamento contemporánea, que era considerado menos solemne para la ocasión.

## Funcionamiento y atribuciones
Al principio, ninguna asamblea (comitia) tenía poderes para originar medida alguna, introducir enmiendas o discutir los méritos de las propuestas que se presentaban. Solo podían aprobar o rechazar las propuestas presentadas.
Las reuniones de estas asambleas tenían alguno de los siguientes propósitos:
- Elegir un nuevo rey
- Conceder el imperium
- Escuchar un informe
- Conocer un recurso
- Votar sobre cuestiones legislativas

El rey presidía la reunión y presentaba decretos para su ratificación. Un interrex presidía esta asamblea durante los períodos intermedios entre reyes (el interregno). El interrex presidía esta asamblea, una vez elegido un nuevo rey.
Después de la muerte de un rey, el interrex elegía un candidato para reemplazarlo. Una vez que el candidato recibía la aprobación del senado, el interrex celebraba la elección formal ante la asamblea curiata. Después de que esta eligiera al nuevo rey, el senado ratificaba la elección.
Dos veces al mes, esta reunión sería para escuchar informes, que generalmente consideran el calendario. Los recursos presentados a esta asamblea a menudo trataban sobre temas relacionados con la gens ('familia'). A este respecto, la asamblea tenía la competencia de un tribunal de derecho de familia. Durante dos días fijados en la primavera, se programaba la asamblea para atender testimonios sobre testamentos y adopciones (adrogatio). Todas las demás reuniones se llevaban a cabo si fuese necesario. Para decidir estas cuestiones, la presidencia era responsabilidad del máximo pontífice (pontifex maximus).